# Фризская академия
Фризская академия (з.-фриз. Fryske Akademy) — научно-исследовательский центр, изучающий историю, культуру и язык фризов. Основан 10 сентября 1938 года в нидерландском городе Леувардене.
Вместе с несколькими другими институтами он принадлежит Королевской академии искусств и наук Нидерландов. В нём работает около 60 сотрудников и около 300 волонтеров.

## История
Первые призывы создать академию прозвучали в 1919 году от имени Герта Эйлко Вумкеса. Позже эта идея была подхвачена Советом по образованию на заседании 27 апреля 1931 года, однако два года спустя совет официально заявил, что время для этого ещё не пришло. После долгого процесса, академия была создана в 1938 году при поддержке правительства провинции и многих культурных деятелей, таких как теолог Тит Брандсма и историк Герт Эйкло Вумкес. Йоханнес Каптейн был ещё одной движущей силой и соучредителем Академии.